# Cricètids
Els cricètids (Cricetidae) formen una família de rosegadors que pertany a la superfamília dels muroïdeus. Aquesta família inclou els hàmsters, lèmmings i altres rosegadors. Són gairebé 600 espècies i és la segona família de mamífers més nombrosa.

## Subfamílies
Els cricètids se subdivideixen en cinc subfamílies vivents, que inclouen aproximadament 112 gèneres i 580 espècies.
- Arvicolinae
- Cricetinae
- Melissiodontinae †
- Neotominae
- Sigmodontinae
- Tylomyinae